# Hidroelétricas em Portugal

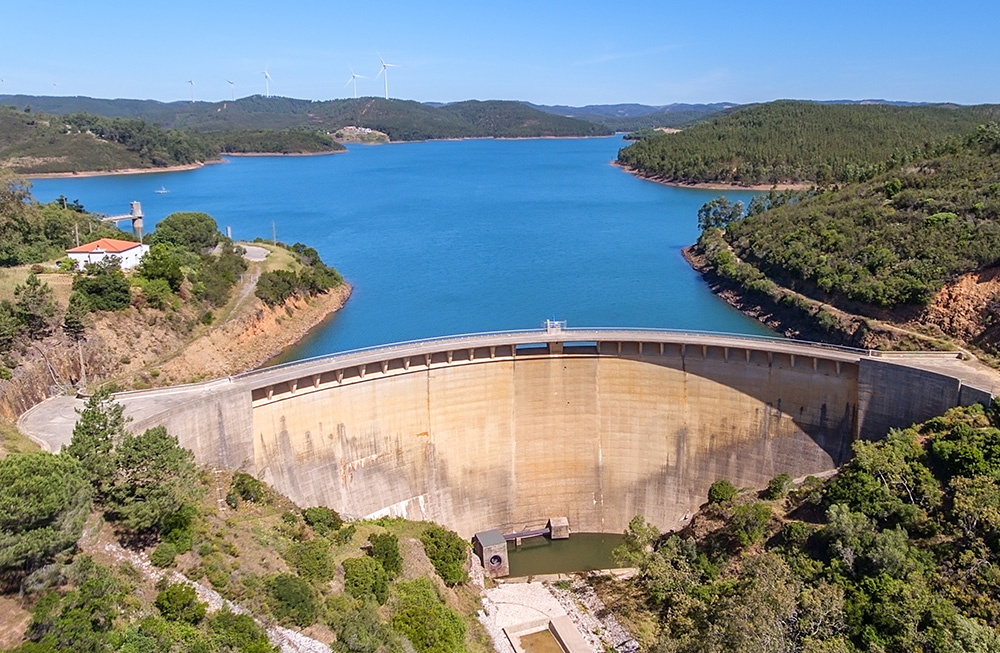
Barragem do Alqueva no Baixo Alentejo. A sua albufeira é maior lago artificial da Europa em superfície do espelho de água. Para além de uma hidroelétrica com 255,6 MW, serve um sistema de 130.000ha de regadio.

A construção de aproveitamentos hidroelétricos com grande dimensão, começou em Portugal após a Lei de Electrificação do País, em 1944 e a criação da CNE (Companhia Nacional de Eletricidade),  que definiu a Rede Elétrica Nacional, e que unificou varias áreas de distribuição anteriormente não conectadas entre si, tendo nesse tempo, maioritariamente a termoelétrica a carvão como fonte geradora. A grande fase de construção de hidroelétricas em Portugal foi entre 1950 e 1965 com uma média de uma grande hidroelétrica por ano .
O facto das barragens ficarem longe das maiores áreas de consumo levou à implementação de uma rede de transmissão de energia elétrica de muito alta tensão que acabou por ligar a totalidade do país. Esta rede é explorada desde 1994 pela REN (Redes Energéticas Nacionais) em 9.425 Km de linhas de transmissão (2022) com diferença de potencial entre os 150 Kilovolts (KV) e os 400 KV.
Na atualidade existe uma revitalização a nível mundial da produção de eletricidade a partir da energia hidráulica, porque é uma energia renovável e uma das formas da humanidade reduzir o recurso a hidrocarbonetos, principal responsável pela emissão de CO2 e consequente aumento do efeito de estufa.
O estado português lançou em 2007 o Plano Nacional de Barragens de Elevado Potencial Hidroelétrico, destinado a construir dez novos aproveitamentos hidroelétricos que colocariam na rede cerca de 2.000 MW de potência instalada até 2020. No entanto dois destes projetos receberam parecer ambiental negativo e outros três não encontraram até ao momento interesse por parte de empresas concessionárias. Deste plano estão agora concluídos ou em fase final de construção 1.595 MW de potência instalada, aproximadamente 75% do inicialmente previsto para o total do Plano.

## Contribuição para produção elétrica nacional

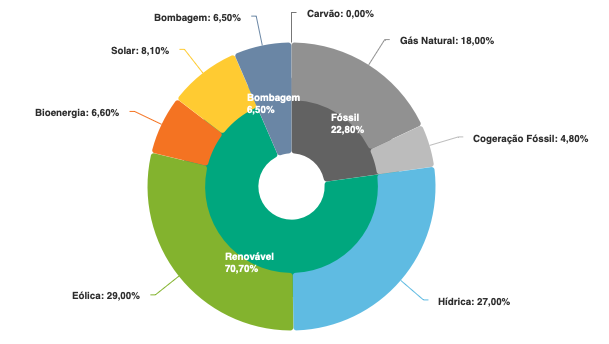
Gráfico sobre a contribuição de cada tipo de produção elétrica em 2023 (Fonte: APREN)

Portugal é o décimo país europeu em produção hidroeléctrica com 8.252 MW (incluindo todos os tipos de aproveitamentos), e o segundo se for considerada a dimensão populacional, só ultrapassado pela Noruega.
Num ano hidrológico médio (como 2023), a contribuição das hidroelétricas para a produção total de energia em Portugal  é de 27%, ligeiramente inferior à produção eólica (29%).
Em 2022, de acordo com informação da União Europeia, Portugal é o oitavo país dos 27 em produção elétrica de fontes renováveis com uma contribuição de 63% para o total do consumo nacional.

## Papel na estabilização da rede
As hidroeléctricas têm um papel fundamental na gestão das redes elétricas, porque são a única forma rápida de redundância a outras formas de energia renovável como a eólica ou a solar, que por razões meteorológicas são pouco previsíveis. Isto deve-se à alta disponibilidade da Turbina hidráulica, capaz de entrar em funcionamento em poucos minutos, contrariamente às centrais que utilizam a pressão do vapor de água, como a Central Nuclear e a Termoelétrica.
As hidroelétricas podem também ajudar a regulação do sistema elétrico em momentos de excedente de produção de outras energias renováveis. Quando inicialmente projetadas para esta função, usam o bombeamento de uma albufeira a cota inferior para armazenar água numa outra albufeira em cota superior, que será usada em período de baixa produção eólica ou solar. Existem em Portugal treze centrais com bombagem, totalizando 2,7 GW de potência instalada em turbinas, incluindo o sistema integrado hídrico-eólico de Daivões/Gouvães  que permite esta forma inteligente de aproveitamento do excesso de produção elétrica na rede.

## Papel das albufeiras
As barragens são construídas em regra com um objetivo principal que  pode ser o abastecimento de água, a rega agrícola ou a regulação de caudais de cheia tendo a produção elétrica um papel secundário. Esta realidade é observável em barragens com uma altura de parede menor onde são usadas as turbinas Kaplan (similar no comportamento hidrodinâmico a uma hélice de navio) , mas não nos grandes empreendimentos, cuja altura de parede e consequente albufeira são projetados únicamente para uma coluna de água turbinável por turbinas Francis.
Assim, muitas das barragens para aproveitamento hidroelétrico têm aproveitamentos secundários, como por exemplo a Barragem de Castelo do Bode, que abastece de água a região de Lisboa, ou a Barragem do Alqueva, que tem finalidades de rega no Baixo Alentejo.
Para além disso as albufeiras criadas pelas barragens são utilizadas como fonte de rendimento turístico, já que permitem a prática de atividades de lazer e de recreio e, por isso, incrementam o turismo das regiões onde se encontram as barragens. Assim, é possível, por exemplo no rio Douro, que haja navegação em 208 quilómetros de extensão, através de cinco enclusas em barragens, de barcos de cruzeiros e lazer que transportam turistas com o objetivo de apreciar a paisagem e visitar as localidades ao longo do rio, podendo ser uma mais-valia para as economias locais.
Na actualidade este papel das albufeiras sobre o turismo não é totalmente consensual, existindo a opinião oposta de que as albufeiras retiram os aspectos singulares das paisagens limitando o ecoturismo. De qualquer das formas, as localizações possíveis para a instalação de novas grandes barragens com albufeiras de grande impacto estão esgotadas no território nacional para além das três já pré-projetadas e ainda não construídas.

## Interpretação das características de produção eléctrica
Os dois parâmetros mais importantes para definir um aproveitamento hidroelétrico são a sua capacidade instalada, ou seja a sua potência elétrica máxima medida em milhões de watts (MW), e a quantidade total de produção elétrica (média) durante um ano em mil milhões de watts-hora ou Gigawatt-hora (GWh). A relação entre os parâmetros não é direta entre si, dependendo essencialmente da duração do período estival na sua bacia hidrográfica e da sua capacidade de armazenamento de água na albufeira. Se período estival for mais curto, ou a sua capacidade de armazenamento no período húmido for maior, a barragem tem mais horas de produção por ano (GWh).

## Impacto ambiental
A construção de uma barragem também tem impacto ecológico, sobretudo ao nível da destruição de habitat local. Este custo ambiental é porem muito menor face ao que é o provocado pela utilização massiva do petróleo, carvão ou gás nos seus efeitos sobre as alterações climáticas. Existe um aspecto discreto mas de grande impacto sobre a orla marítima que é a retenção de materiais sólidos e sedimentos aluviais a montante da barragem.
Todas formas de produção eléctrica industrial, incluindo a renovável, acabam por ter impactos sobre a natureza de vária ordem. Cabe aos planeadores e aos investigadores de impacto ambiental determinar em cada caso se o benefício supera o impacto sobre os ecossistemas e também sobre as populações e economias locais.

## Barragens com centrais hidroelétricas em Portugal
- Critério de inclusão: Capacidade instalada superior a 10 MW.
- Total de centrais hidroelétricas em operação: 42
- Total de Potência Instalada: 5.822 MW
- Total de Produção Anual (média): 12.997 GWh
- Última atualização: Novembro de 2023

| Nome da Barragem                 | Bacia Hidrográfica | Distrito         | Inauguração | Potência Instalada (MW) | Produção Anual (GWh) | Altura Parede (metros) | Coroamento (metros) |
| -------------------------------- | ------------------ | ---------------- | ----------- | ----------------------- | -------------------- | ---------------------- | ------------------- |
| Barragem do Alto-Lindoso         | Lima               | Viana do Castelo | 1992        | 630                     | 948                  | 110                    | 297                 |
| Barragem de Touvedo              | Lima               | Viana do Castelo | 1993        | 22                      | 67                   | 43                     | 134                 |
| Barragem da Venda Nova           | Cávado             | Vila Real        | 1951        | 144                     | 389                  | 97                     | 230                 |
| Barragem do Alto Rabagão         | Cávado             | Vila Real        | 1964        | 68                      | 97                   | 94                     | 1970                |
| Barragem de Vilarinho das Furnas | Cávado             | Braga            | 1972        | 125                     | 225                  | 94                     | 385                 |
| Barragem da Caniçada             | Cávado             | Braga            | 1955        | 60                      | 346                  | 76                     | 163                 |
| Barragem da Paradela             | Cávado             | Braga            | 1956        | 54                      | 256,7                | 110                    | 540                 |
| Barragem de Salamonde            | Cávado             | Braga            | 1953        | 42                      | 232                  | 75                     | 281                 |
| Barragem de Miranda do Douro     | Douro              | Bragança         | 1961        | 390                     | 1036                 | 80                     | 535                 |
| Barragem da Queimadela           | Ave                | Braga            | 1993        | 20                      | 45                   | 36                     | 200                 |
| Barragem Foz do Tua              | Douro              | Bragança         | 2011        | 254                     | 275                  | 107                    | 172                 |
| Barragem de Bemposta             | Douro              | Bragança         | 1964        | 210                     | 1086                 | 87                     | 297                 |
| Barragem de Picote               | Douro              | Bragança         | 1958        | 180                     | 1038                 | 100                    | 139                 |
| Barragem do Baixo Sabor          | Douro              | Bragança         | 2016        | 180                     | 444                  | 123                    | 505                 |
| Barragem do Pocinho              | Douro              | Bragança/Guarda  | 1982        | 186                     | 534                  | 49                     | 430                 |
| Barragem de Senhora de Monforte  | Douro              | Guarda           | 1993        | 10                      | 33                   | 20                     | 78                  |
| Barragem da Valeira              | Douro              | Bragança/Viseu   | 1975        | 216                     | 801                  | 48                     | 380                 |
| Barragem de Vilar                | Douro              | Viseu            | 1965        | 64                      | 148                  | 58                     | 555                 |
| Barragem de Varosa               | Douro              | Viseu            | 1976        | 25                      | 60                   | 76                     | 213                 |
| Barragem da Régua                | Douro              | Vila Real        | 1973        | 156                     | 738                  | 41                     | 350                 |
| Barragem de Bouçais-Sonim        | Douro              | Vila Real        | 2004        | 10                      | 30                   | 43                     | 87                  |
| Barragem do Sordo                | Douro              | Vila Real        | 1997        | 10                      | 25                   | 36                     | 108                 |
| Barragem de Nunes                | Douro              | Vila Real        | 1995        | 10                      | 42                   | 22                     | 542                 |
| Barragem de Padroselos           | Douro              | Vila Real        | (4)         | 113                     | 102                  | -                      | -                   |
| Barragem do Alto Tâmega          | Douro              | Vila Real        | 2024        | 160                     | 139                  | 104,5                  | 335                 |
| Barragem de Daivões              | Douro              | Vila Real        | 2022        | 118                     | 142                  | 77,5                   | 264,4               |
| Barragem de Gouvães              | Douro              | Vila Real        | 2022        | 880                     | 1468                 | 33,9                   | 232,7               |
| Barragem do Fridão               | Douro              | Porto            | (3)         | 238                     | 295                  | 98                     | 300                 |
| Barragem do Carrapatelo          | Douro              | Porto            | 1972        | 210                     | 871                  | 57                     | 400                 |
| Barragem de Torrão               | Douro              | Porto            | 1988        | 146                     | 228                  | 69                     | 218                 |
| Barragem de Crestuma-Lever       | Douro              | Porto            | 1985        | 108                     | 367                  | 65                     | 470                 |
| Barragem de Ribeiradio           | Vouga              | Viseu            | 2015        | 82                      | 134                  | 78                     | 270                 |
| Barragem de Pinhosão             | Vouga              | Viseu            | (2)         | 77                      | 106                  | -                      | -                   |
| Barragem da Aguieira             | Mondego            | Coimbra/Viseu    | 1981        | 270                     | 210                  | 89                     | 400                 |
| Barragem do Caldeirão            | Mondego            | Guarda           | 1993        | 32                      | 45                   | 39                     | 122                 |
| Barragem do Vale do Rossim       | Mondego            | Guarda           | 1956        | 10                      | 28                   | 27                     | 1437                |
| Barragem de Girabolhos           | Mondego            | Guarda           | (4)         | 72                      | 99                   | -                      | -                   |
| Barragem de Santa Luzia          | Zêzere             | Coimbra          | 1942        | 32                      | 55                   | 76                     | 115                 |
| Barragem da Bouçã                | Zêzere             | Leiria           | 1955        | 50                      | 157                  | 63                     | 181                 |
| Barragem do Cabril               | Zêzere             | Castelo Branco   | 1954        | 97                      | 301                  | 132                    | 297                 |
| Barragem de Castelo do Bode      | Zêzere             | Santarém         | 1951        | 139                     | 390                  | 115                    | 124,3               |
| Barragem do Alvito               | Tejo               | Castelo Branco   | (4)         | 225                     | 370                  | -                      | -                   |
| Barragem de Fratel               | Tejo               | Portalegre       | 1973        | 130                     | 348                  | 48                     | 87                  |
| Barragem de Belver               | Tejo               | Santarém         | 1952        | 81                      | 176                  | 30                     | 327                 |
| Barragem de Pracana              | Tejo               | Santarém         | 1950        | 40                      | 62                   | 60                     | 246                 |
| Barragem de Almourol             | Tejo               | Santarém         | (2)         | 36                      | 96                   | -                      | -                   |
| Barragem de Alqueva              | Guadiana           | Beja             | 2002        | 240                     | 269                  | 96                     | 458                 |
| Barragem de Pedrógão             | Guadiana           | Beja             | 2005        | 10                      | 45                   | 43                     | 448                 |

(1) Em construção
(2) De momento sem interessados
(3) Construção suspensa
(4) Construção cancelada